# Szejna Efron
Szejna Efron lub Szejna Efronówna, Šeina Efron, Sheine Efron, Šeina Efronaite, שיינה עפרון (ur. 1909 w Wilnie, zm. 1983 w Aszdod, w Izraelu) – polska malarka i graficzka pochodzenia żydowskiego, członkini wileńskiej grupy literacko-artystycznej Jung Wilne.

## Życiorys
Studiowała na Wydziale Sztuk Pięknych Uniwersytetu Stefana Batorego w Wilnie. Była uczennicą między innymi Ludomira Ślendzińskiego, Bronisława Jamontta i Jerzego Hoppena.
W 1935 r., wraz z Rachelą Suckewer z Jung Wilne, zaprezentowała swoje prace na wystawie prac studentów Uniwersytetu Stefana Batorego. Na tej samej wystawie swoje prace prezentował między innymi Ber Zalkind. W tym samym roku w sierpniu artystka zaprezentowała swoje obrazy na wystawie żydowskiej sztuki plastycznej zorganizowanej w związku ze Światowym Zjazdem JIWO w Wilnie. Na wystawie swoje prace prezentowało trzynastu artystów z Wilna, poza Szejną Efron byli to: R. Suckewer, B. Michtom, L. Zameczek i R. Chwoles z Jung Wilne i M. Gloger, J. Kagans, J. Różański, J. Czarnocki, M. Prezman, W. Wolf, H. Gurewicz i E. Lebed. Na wystawie obecni byli między innymi tacy artyści jak Marc Chagall. Prace Efron i Chwolesa zostały docenione przez krytyków w przeciwieństwie do obrazów Suckewer, Michtoma i Zameczka. Chwalono ją za odzwierciedlenie w jej obrazach uczuciowego sposobu postrzegania przyrody – „Ona maluje kwiaty jak ludzie twarze” – pisał „Wilner Tog”.
W lutym 1937 r. jej ilustracja Landszaft (Pejzaż)  pojawiła się w słynnym ilustrowanym tygodniku poświęconym literaturze – „Literarisze Bleter”, przy okazji tego, iż cały numer poświęcono twórczości grupy Jung Wilne. W kwietniu tego samego roku została otwarta wystawa młodych wileńskich artystów malarzy w Pasażu Bunimowicza przy ul. Zawalnej 21. Spośród szesnastu młodych twórców prezentujących swoje prace Jung Wilne reprezentowali Szejna Efron, Bencijon Michtom, Rafael Chwoles i Lejb Zameczek, poza tym na wystawie zobaczyć można było prace Gienia Grosmana, Hadasa Gurewicza, Wolfa Witala, Józefa Sztucera, Lili Klebanowej, Józefa Kagansa i Bera Rabinowicza. W recenzjach z wystawy Efron chwalono jako znakomitą kolorystkę.
Podczas II wojny światowej przebywała na wschodzie. Po wojnie przez jakiś czas mieszkała w Katowicach, w 1957 wyjechała do Izraela, gdzie zmarła w 1983 r.
Jej drzeworyty z okresu lat 30. zachowały się między innymi w Bibliotece Uniwersyteckiej w Toruniu, w tym między innymi prace: Szewcy, Sadzenie drzewek, Pejzaż z domami, Na podwórku i Droga wiejska.